# Kreis Preußisch Holland

Der Kreis Preußisch Holland in den Grenzen von 1818 bis 1945

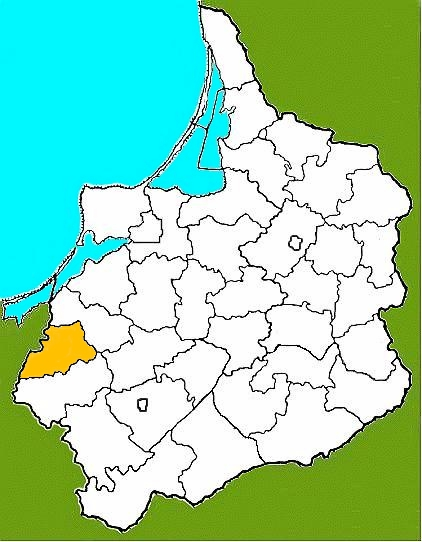
Lage des Kreises in Ostpreußen

Der Kreis Preußisch Holland war ein preußischer Landkreis im Regierungsbezirk Königsberg der Provinz Ostpreußen, der von 1818 bis 1945 bestand. Er lag im Westen der Provinz, wenige Kilometer südöstlich der westpreußischen Stadt Elbing. Sitz der Kreisverwaltung war die Kleinstadt Preußisch Holland.

## Geographie
Der Kreis Pr. Holland lag im Südwesten Ostpreußens und hatte eine Flächengröße von 858 km². Auf seinem Gebiet befanden sich zwei Städte:
- Preußisch Holland, mit (1939) 6.343 Einwohnern
- Mühlhausen, mit 3.006 Einwohnern

Insgesamt betrug die Einwohnerzahl des Kreises 1939 34.742.
Nachbarkreise waren die ostpreußischen Kreise Braunsberg im Nordosten und Mohrungen im Südosten sowie die bis 1920 westpreußischen Kreise Stuhm im Südwesten und Elbing im Nordwesten. Drei Flüsse prägten die hügelige und waldreiche Landschaft. Die Passarge bildet die gesamte Ostgrenze, die Weeske durchfloss den Landkreis von Ost nach West, und die Sorge. Dazu durchschneidet der Oberländische Kanal das Gebiet, er mündet in den Drausensee. Das städtische Zentrum der Region war das nahegelegene Elbing, das nicht einmal 20 Kilometer von Preußisch Holland entfernt liegt.
Durch den Kreis führte die Reichsstraße 130 Elbing–Osterode. Im Norden verlief der Abschnitt Elbing–Braunsberg der Preußischen Ostbahn, an die die Stadt Mühlhausen angeschlossen war. In Nord-Süd-Richtung verlief die Bahnlinie Güldenboden–Göttkendorf mit dem Bahnhof Pr. Holland, die den Anschluss zur Preußischen Ostbahn Berlin–Königsberg herstellte. Bis zum Ende des 19. Jahrhunderts war auch der Oberländische Kanal ein bedeutender Verkehrsweg. Das wirtschaftliche Leben wurde im Kreis von der Land- und Forstwirtschaft dominiert. Die nur schwach entwickelte Industrie war in den beiden Städten Pr. Holland und Mühlhausen angesiedelt, wo sich die Holzverarbeitung, Gerbereien, Brauereien und die Textilbranche niedergelassen hatten.

## Geschichte

### Vorgeschichte
Das Gebiet des Kreises war schon zur Jungsteinzeit (4000 v. Chr.) und bis in die Neuzeit hinein von Menschen besiedelt. Zur Römischen Kaiserzeit (1.–3. Jahrhundert n. Chr.) lebten hier germanische Stämme, die im Zuge der Völkerwanderung ab dem 6. Jahrhundert von den baltischen Prussen abgelöst wurden. Unter ihnen bildeten sich stammespolitische Landschaften heraus, zu denen auch Pomesanien gehörte. Dessen nordöstlicher Teil bildete später den Kreis Preußisch Holland.
Ab 1231 begann der Deutsche Orden von der Weichsel aus, das Gebiet der Prussen zu erobern. Nachdem der Orden durch Städtegründungen und Ansiedlungsprogramme ein staatsähnliches Gebilde geschaffen hatte, richtete er als Verwaltungseinheiten Komtureien ein. Der spätere Landkreis lag im Bereich der Komturei Elbing. Nachdem Elbing durch den 2. Thorner Frieden an Polen verloren gegangen war, wurde die Stadt Preußisch Holland Sitz des Komturs. Vor der preußischen Neugliederung hatte es bereits ein Hauptamt Preußisch Holland gegeben.
Das spätere Kreisgebiet gehörte seit 1525 zum Oberländischen Kreis und nach der Einrichtung von landrätlichen Kreisen in Ostpreußen im Jahre 1752 zum Kreis Mohrungen.

### 1818–1945

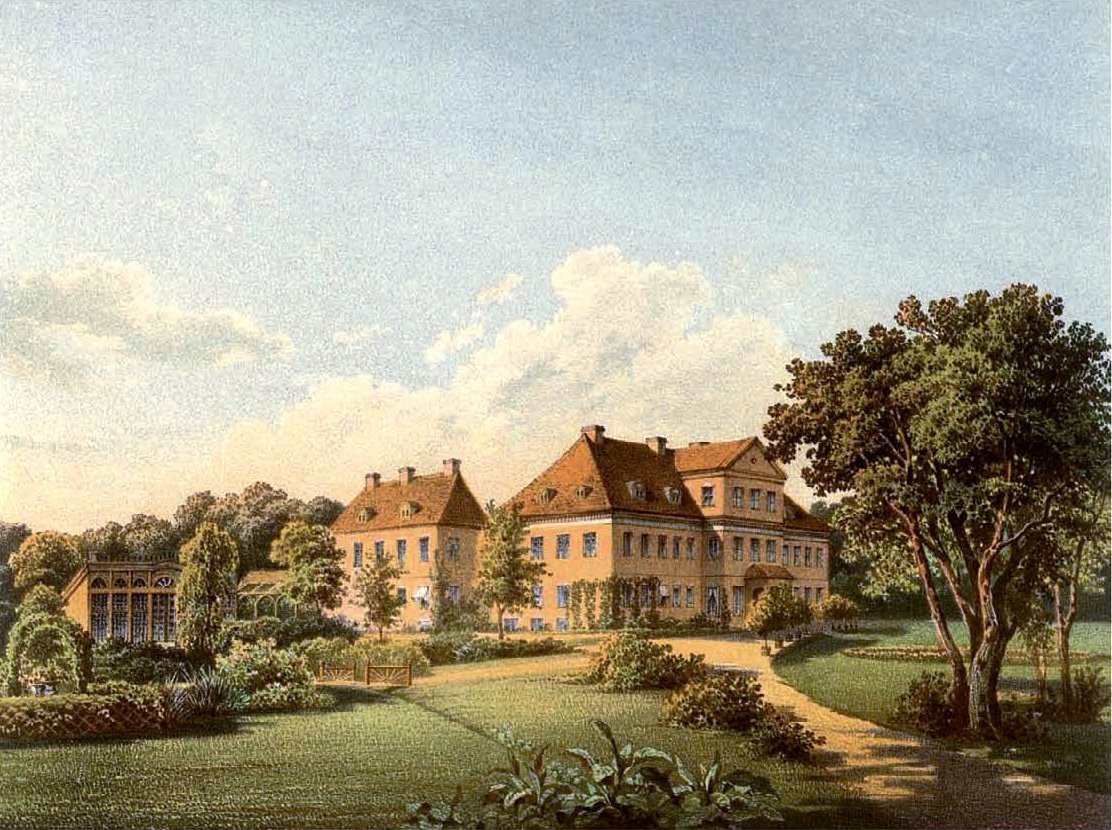
Schloss Carwinden um 1860, Sammlung Alexander Duncker

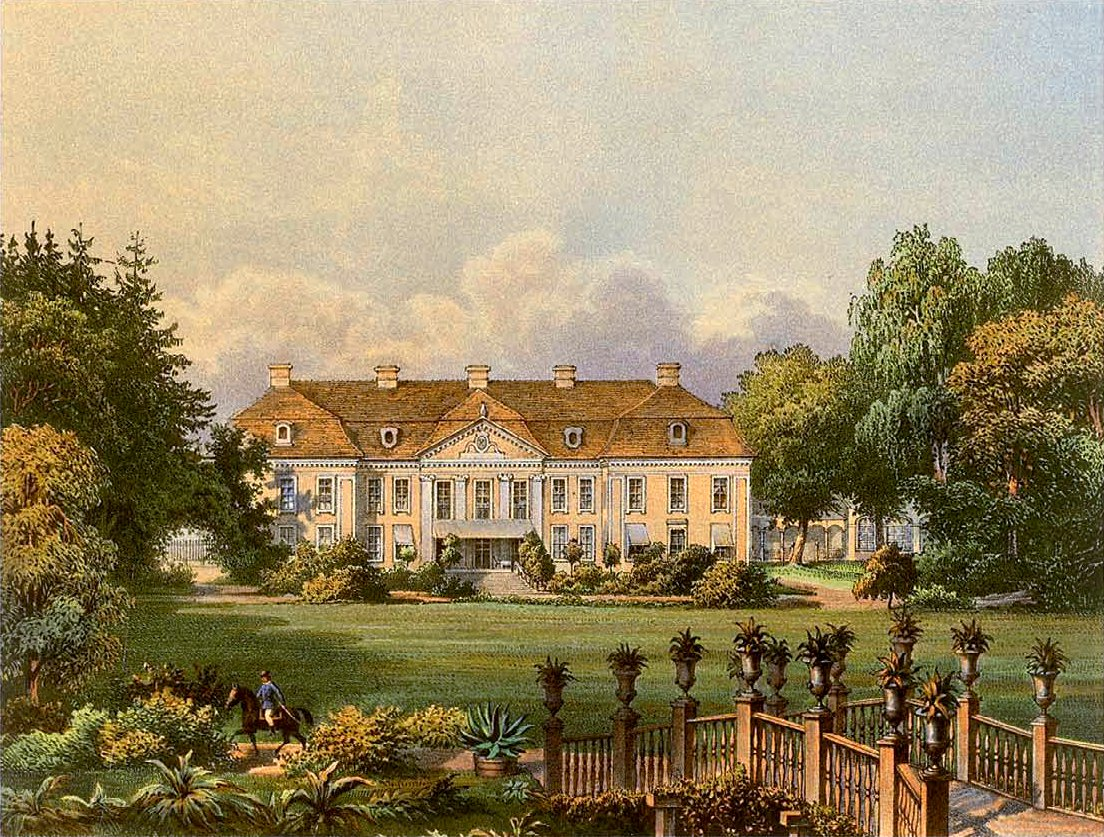
Schloss Schlodien um 1860, Sammlung Alexander Duncker

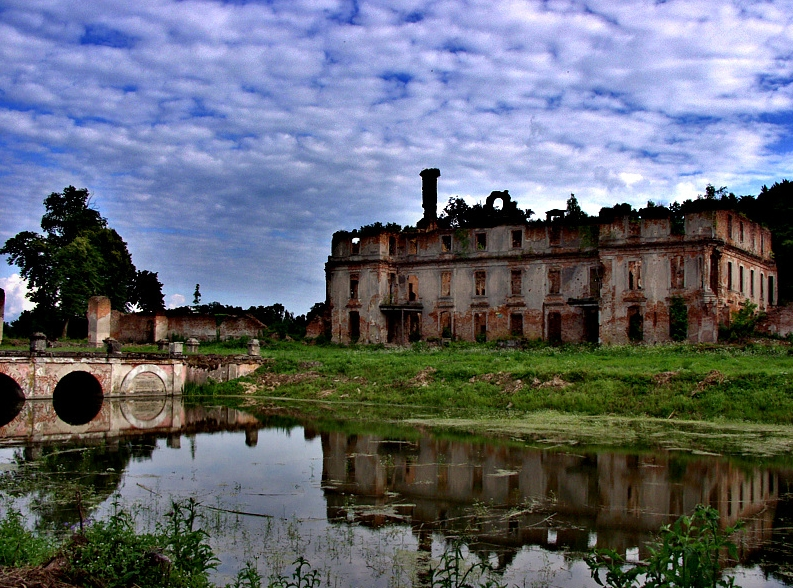
Schloss Schlobitten (2009)

Im Rahmen der preußischen Verwaltungsreformen ergab sich mit der „Verordnung wegen verbesserter Einrichtung der Provinzialbehörden“ vom 30. April 1815 die Notwendigkeit einer umfassenden Kreisreform in ganz Ostpreußen, da sich die 1752 eingerichteten Kreise als unzweckmäßig und zu groß erwiesen hatten. Aus dem nördlichen Teil des alten Kreises Mohrungen wurde zum 1. Februar 1818 der neue Kreis Preußisch Holland gebildet, der die Kirchspiele Blumenau, Deutschendorf, Döbern, Groß Thierbach und Quittainen, Grünhagen, Hermsdorf, Herrendorf und Schlobitten, Hirschfeld, Lauck und Ebersbach, Marienfelde, Mühlhausen, Neumark, Preußisch Holland, Reichenbach, Reichwalde, Rogehnen und Schönau, Schmauch und Schönberg umfasste.
Er unterstand dem Regierungsbezirk Königsberg. Sitz des Landratsamtes wurde die Stadt Preußisch Holland. Als erster Landrat amtierte der Hauptmann von Hacke.
Das Wappen des Kreises zeigte einen weißen Wappenschild mit schwarzem Kreuz (vgl. Deutscher Orden), in der Mitte ein kleines Wappen mit einem roten Löwen auf goldenem Grund.
Aufgrund der Bestimmungen des Versailler Vertrags musste das Territorium Westpreußens 1920 größtenteils zum Zweck der Einrichtung des Polnischen Korridors an Polen abgetreten werden. 1920 wurden die deutsch verbleibenden westpreußischen Kreise an Ostpreußen angegliedert, darunter auch Preußisch Hollands Nachbarkreise Elbing und Stuhm.
Mit Wirkung vom 30. September 1928 fand im Kreis Preußisch Holland entsprechend der Entwicklung im übrigen Preußen eine Gebietsreform statt, bei der nahezu alle bisher Gutsbezirke aufgelöst und benachbarten Landgemeinden zugeteilt wurden.
Unter der Herrschaft der Nationalsozialisten wurde 1936 die Gemeinde Judendorf in Hermannswalde umbenannt.

### Nach Ende des Zweiten Weltkriegs
Im Frühjahr 1945 wurde das Kreisgebiet von der Roten Armee besetzt. Nach Beendigung der Kampfhandlungen wurde der Kreis Preußisch Holland seitens der sowjetischen Besatzungsmacht zusammen mit der südlichen Hälfte Ostpreußens der Volksrepublik Polen zur Verwaltung überlassen, was auch nach dem Potsdamer Abkommen im Sommer 1945 beibehalten wurde. In der Folgezeit wurde die verbliebene deutsche Bevölkerung von den örtlichen polnischen Verwaltungsbehörden aus dem Kreisgebiet vertrieben. Die neu angesiedelten Bewohner kamen vorwiegend aus Gebieten östlich der Curzon-Linie. Ihre Herkunftsgebiete im früheren Ostpolen waren im Polnisch-Sowjetischen Krieg (1919–1921) von Polen erobert worden, fielen mit der sowjetischen Besetzung 1939 an die Sowjetunion, wurden beim deutschen Überfall auf die Sowjetunion 1941 deutsch besetzt und kamen nach Ende des Zweiten Weltkriegs zurück an die Sowjetunion.
Das ehemalige Kreisgebiet gehört heute weitgehend zum Powiat Elbląski (Elbinger Bezirk) in der von Allenstein (Olsztyn) aus regierten polnischen Woiwodschaft Ermland-Masuren.
Seit dem 2. August 1953 ist der Kreis Steinburg in Schleswig-Holstein Patenkreis des Kreises „Preußisch Holland“. Eine Sandsteintafel am Kreishaus erinnert daran.

## Einwohnerentwicklung
| Jahr | Einwohner | Quelle |
| ---- | --------- | ------ |
| 1818 | 25.213    | [ 4 ]  |
| 1846 | 36.536    | [ 5 ]  |
| 1871 | 44.520    | [ 6 ]  |
| 1890 | 41.407    | [ 7 ]  |
| 1900 | 39.990    | [ 7 ]  |
| 1910 | 37.750    | [ 7 ]  |
| 1925 | 38.069    | [ 7 ]  |
| 1933 | 37.107    | [ 7 ]  |
| 1939 | 37.447    | [ 7 ]  |

## Politik

### Landräte
- 1818–184100Adolf von Hake
- 1845–187600Wilhelm von Schrötter (1810–1876)
- 1877–188300Klemens von Stockhausen (1845–1895)
- 1884–189300Hans von Nordenflycht
- 1893–191800Karl von Reinhard († 1931)
- 1919–193300Nikolaus Robert-Tornow (1886–1957)
- 1933–194500Joachim Schulz (1901–1983)

### Wahlen
Im Deutschen Kaiserreich bildete der Kreis Preußisch Holland zusammen mit dem Kreis Mohrungen den Reichstagswahlkreis Königsberg 7. Der Wahlkreis wurde bei allen Reichstagswahlen zwischen 1871 und 1912 von konservativen Kandidaten gewonnen.

## Gemeinden
1908 bestanden neben den beiden Städten Preußisch Holland und Mühlhausen noch 173 Landgemeinden und Gutsbezirke. Zum Ende seines Bestehens im Jahre 1945 umfasste der Kreis zwei Städte, 90 Gemeinden sowie einen gemeindefreien Gutsbezirk:
- Alken
- Alt Dollstädt
- Alt Kußfeld
- Alt Teschen
- Angnitten
- Awecken
- Baarden
- Behlenhof
- Blumenau
- Borchertsdorf
- Bordehnen
- Breunken
- Briensdorf
- Buchwalde
- Bunden
- Bürgerhöfen
- Deutschendorf
- Döbern
- Draulitten
- Drausenhof
- Ebersbach
- Falkhorst
- Fürstenau
- Göttchendorf
- Greißings
- Groß Thierbach
- Grünhagen
- Günthersdorf
- Hasselbusch
- Heiligenwalde
- Hermannswalde
- Hermsdorf
- Herrndorf
- Hirschfeld
- Hohendorf
- Jankendorf
- Jonikam
- Kalthof
- Karwinden
- Karwitten, nicht mehr existent
- Königsblumenau, bis 9. Juli 1931 Königlich Blumenau[10]
- Kopiehnen
- Krapen
- Krickehnen
- Krönau
- Krossen
- Lägs
- Langenreihe
- Lauck
- Liebenau
- Lohberg
- Lomp
- Luxethen
- Mäken
- Marienfelde
- Mühlhausen i. Ostpr., Stadt
- Nauten
- Neu Dollstädt
- Neu Münsterberg
- Neu Teschen
- Neuendorf
- Neumark
- Peiskam
- Pergusen
- Plehnen
- Podangen
- Preußisch Holland, Stadt
- Quittainen
- Rapendorf
- Reichenbach
- Reichwalde (Ostpr.)
- Robitten
- Rogau
- Rogehnen
- Rossitten
- Schlobitten
- Schlodien
- Schmauch
- Schönaich
- Schönberg
- Schönborn
- Schönfeld b. Preußisch Holland[11]
- Schönfließ
- Schönwiese
- Seepothen
- Sommerfeld
- Steegen
- Sumpf
- Tippeln
- Weeskendorf
- Wiese
- Zallenfelde

Daneben bestand noch der Gutsbezirk Remonteamt Weeskenhof.
Vor 1945 aufgelöste Gemeinden
- Althof, am 8. Juli 1905 zu Weeskendorf
- Giebitten, am 30. September 1928 zu Bunden
- Golbitten, am 30. September 1928 zu Angnitten
- Klein Quittainen, 1899 zum Gutsbezirk Schlodien
- Klein Tippeln, am 30. September 1928 zu Tippeln
- Kleppe, 1895 zu Langenreihe
- Koken, am 1. April 1938 zu Luxethen
- Köllming, am 1. April 1937 zu Grünhagen
- Kühlborn, am 8. März 1919 zu Hohendorf
- Monbrunsdorf, am 1. April 1939 zu Herrndorf
- Nektainen, am 1. April 1938 zu Alken
- Neu Kampenau, am 30. September 1928 zu Tippeln
- Opitten, am 30. September 1928 zu Rossiten
- Pfeiffertswalde, am 1. April 1930 zu Reichwalde
- Schönau, 1894 in Gutsbezirk umgewandelt
- Siebenhufen, am 29. März 1909 zu Steegen
- Stühmswalde, am 30. September 1928 zu Hohenwalde
- Taulen, am 30. September 1928 zu Krönau
- Wickerau, am 1. April 1938 zu Stegen